# 威海路
威海路是中華人民共和國上海市黃浦區一條東西走向道路，西起延安中路，東至黃陂北路，全長1740米。道路始建於1901年，最初名為威海衛路，名稱來自於山東省威海衛。1966年更名為威海路。